# Saurita tipulina
Saurita tipulina là một loài bướm đêm thuộc phân họ Arctiinae. Loài này được Jacob Hübner mô tả năm 1812. Loài này có ở Guatemala, Panama và Brasil (Santa Catarina, Espírito Santo, Pará).